# Крыловка (городской округ город Орск)
Крыловка — село в Оренбургской области, входит в состав городского округа город Орск.

## География
Крыловка располагается в районе реки Орь
Расстояние до:
- районного центра (Орск): 25 км
- ближайшей ж/д станции (вокзал г. Орска): 30 км

## История
Входит в состав МО города Орска с 1 июля 2001 года.

## Население
| 2010 |
| ---- |
| 1172 |